# マルヰ醤油
マルヰ醤油（マルヰしょうゆ、Maruisyouyu Company, Limited ）は、長野県中野市に本社を置く調味料の製造メーカー。醤油の醸造・販売を中心に、味噌、黒酢、醤油豆、調味液を扱う。